# Ревайвализм (искусство)
Ревайвализм или движение ревайвализма (от англ. revival — возрождение и англ. movement — движение) — англоязычный термин, используемый в западноевропейском искусствоведении для обозначения тенденции «возрождения» исторических прототипов прошлого в настоящем. Термин используется в самом широком смысле, от эпохи Возрождения (предполагавшей выбор и использование определённых исторических прототипов) до наших дней.
Термин возник и используется только в английском языке, что связывают с высокой ролью ревайвализма в архитектуре и декоративно-прикладном искусстве Великобритании в XVIII — XIX веке. «Готическое возрождение» (англ. Gothic Revival) стало одним из самых важных и распространённых видов явления, наряду с существованием китайского, греческого, египетского, мавританского и индийского ревайвализма. «Готическое возрождение» в англоязычной литературе понимается шире, чем неоготика (стиль XIX — начала XX века) — как общее движение в искусстве с 1620-х по 1930-е годы.
В современный период термин применяют к различным явлениям искусства: «возрождению» фолк-музыки в США и Канаде в 1958—1965 годах; «египетскому возрождению» в искусстве от античного Рима до XX века; «возрождению» греческой трагедии в современном театре.
В континентальной Европе сложилось иная терминология. Для обозначения условного собирательного ряда стилистических направлений в искусстве историзма 2-й трети XIX — начала XX веков, для которых типично воспроизведение характерных элементов того или иного стиля прошлого, используют термин исторические стили. Для обозначения широкой совокупности художественных явлений в культуре XX века, связанных с непосредственной опорой на исторические традиции искусства, принят французский термин неотрадиционализм.

## Описание термина
Ревайвализм имеет много значений. Его можно понимать как:
- Возвращение к стилю прошлых эпох;
- Повторное появление определённой формы или метода;
- «Выживание» (англ. survival) предмета прошлого в новых условиях;
- Сознательную политику сохранения и развития такой формы производства, как ремесло (характерные примеры: деятельность Уильяма Морриса в Великобритании; политика Махатмы Ганди, как часть долгой кампании за независимость Индии).

Одной из важных характеристик ревайвализма является то, что его источники, формы и прототипы, созданные в прошлом, воспроизводятся в настоящем спустя определённый временной интервал. Хотя и такая характеристика не является универсальной: цель «возрождения после перерыва» может возникать и по отношению в явлениям, которые продолжают существовать, но в меньших масштабах.
Метод ревайвализма никогда не предполагал копирования или даже повторения, а вместо этого предполагал «обогащение» прототипов, воссоздавая их теми способами, которых ранее не существовало, для их приспособления целям настоящего, в процессе создавая что-то новое и придумывая для него новый исторический контекст. Разглядеть это прямо в произведениях ревайвализма достаточно сложно: методы, стили или артефакты, «возрождаемые» в настоящем, внешне могут выглядеть точно так же, как их прототипы в прошлом, особенно если это материальный предмет.

## Примеры ревайвализма в искусстве
| - Необарокко (англ. Baroque Revival) - Неовизантийский стиль (англ. Byzantine Revival) - Египтизирующий стиль (англ. Egyptian Revival) - Неоготика (англ. Gothic Revival) - Неогреческий стиль (англ. Greek Revival) - Неомавританский стиль (англ. Moorish Revival architecture) - Неоренессанс (англ. Renaissance Revival) - Неорококо (англ. Rococo Revival) - Неороманский стиль (англ. Romanesque Revival) - Ассирийский стиль (англ. Assyrian Revival) - Помпеянский стиль (англ. Pompeian Revival) - Славянский стиль (англ. Slav Revival) - «Искусства и ремёсла» - Стиль нео-Тюдор (англ. Tudor Revival architecture) - Чёрно-белая архитектура (англ. Black-and-white Revival architecture) - Норманнский стиль (англ. Norman Revival) - Елизаветинское возрождение (англ. Elizabethan Revival) - Кельтский стиль (англ. Celtic Revival) - Неогеоргианский стиль (англ. Neo-Georgian) - Либерти - Русский стиль (англ. Russian Revival Style) - Русский неоклассицизм (англ. Neoclassical Revival in Russia) - Советский неоклассицизм - Неомикенская архитектура (англ. Mycenaean Revival architecture) - Сербо-византийская архитектура (англ. Serbo-Byzantine Revival) - Неомудехар (англ. Mudéjar revival) - Архитектура территориального возрождения (англ. Territorial Revival architecture) - Нео-колониальный стиль (англ. Colonial Revival architecture) - Нео-Средиземноморский стиль (англ. Mediterranean Revival architecture) - Нео-испанский колониализм (англ. Spanish Colonial Revival architecture) - Стиль испанских миссионеров (англ. Mission Revival architecture) - Возрождение стиля королевы Анны (англ. Queen Anne Revival architecture) |